# Premis Nacionals de Cultura 2013
Els Premis Nacionals de Cultura 2013, segons el CoNCA, van voler vindicar la creativitat com a veritable símbol d'un país amb un dinamisme cultural que és part constitutiva de la seva personalitat històrica. Cultura i societat civil són, per a Catalunya, un eix de passat, present i futur. D'acord amb la reformulació del Decret que regulava els premis, el CoNCA va iniciar el 2013 una nova etapa que integra les diverses categories en una sola nominació de Premi Nacional de Cultura, des d'un criteri interdisciplinari, de connexió entre humanitats i ciència, de ponts generacionals i d'un angle de visió tan ample i plural com ho és la societat catalana.
El Plenari del CoNCA, constituït en Jurat dels Premis Nacionals de Cultura 2013, va decidir atorgar deu premis, el màxim que permet el nou marc legal, a les persones i entitats que figuren a continuació i va estar dotat, com l'any anterior, en 15.000 €. L'acte de concessió va tenir lloc el 8 d'octubre de 2013 i va ser presidit pel Molt Hble. Sr. Artur Mas, president de la Generalitat de Catalunya.

## Guardonats
- Hermann Bonnín
- Josefina Castellví[2]
- Centre de Lectura de Reus
- Agustí Fernández
- Josep Maixenchs
- Eduardo Mendoza[3]
- Imma Monsó
- Elsa Peretti
- Josep Ramoneda
- Francesc Torres Monsó[4]